# Valencia Basket Club 2002-2003
Questa voce raccoglie le informazioni riguardanti il Valencia Basket Club nelle competizioni ufficiali della stagione 2002-2003.

## Stagione
La stagione 2002-2003 del Valencia Basket Club è la 14ª nel massimo campionato spagnolo di pallacanestro, la Liga ACB.

## Roster
Aggiornato al 27 dicembre 2024.
| Pamesa Valencia 2002-03 | Pamesa Valencia 2002-03 |
| Giocatori               | Staff tecnico           |
| ----------------------- | ----------------------- |

| N. | Naz.                                       | Ruolo | Nome                 | Anno | Alt.   | Peso   |  |
| -- | ------------------------------------------ | ----- | -------------------- | ---- | ------ | ------ |  |
| 4  | Stati Uniti (bandiera)                     | AG    | Bernard Hopkins      | 1973 | 197 cm |        |  |
| 5  | Stati Uniti (bandiera)                     | AG    | Brian Cardinal       | 1977 | 203 cm | 108 kg |  |
| 5  | Spagna (bandiera)                          | C     | Óliver Arteaga       | 1983 | 207 cm | 104 kg |  |
| 5  | Argentina (bandiera) · Italia (bandiera)   | AC    | Leo Mainoldi         | 1985 | 202 cm | 105 kg |  |
| 6  | Argentina (bandiera) · Italia (bandiera)   | P     | Alejandro Montecchia | 1972 | 180 cm | 86 kg  |  |
| 7  | Italia (bandiera)                          | G     | Alessandro Abbio     | 1971 | 193 cm | 85 kg  |  |
| 8  | Argentina (bandiera) · Italia (bandiera)   | AG    | Fabricio Vay         | 1986 | 204 cm | 80 kg  |  |
| 9  | Spagna (bandiera)                          | G     | Pedro Robles         | 1977 | 192 cm |        |  |
| 10 | Argentina (bandiera) · Germania (bandiera) | AG    | Federico Kammerichs  | 1980 | 204 cm | 108 kg |  |
| 11 | Spagna (bandiera)                          | P     | Nacho Rodilla        | 1974 | 192 cm | 87 kg  |  |
| 12 | Spagna (bandiera)                          | A     | José Antonio Paraíso | 1971 | 203 cm | 100 kg |  |
| 13 | Spagna (bandiera)                          | AC    | Asier García         | 1978 | 207 cm |        |  |
| 14 | Argentina (bandiera) · Italia (bandiera)   | C     | Fabricio Oberto      | 1975 | 208 cm | 111 kg |  |
| 15 | Spagna (bandiera)                          | G     | Víctor Luengo (C)    | 1974 | 196 cm |        |  |
| 16 | Ucraina (bandiera)                         | C     | Hryhorij Chyžnjak    | 1974 | 216 cm | 114 kg |  |
| 18 | Serbia e Montenegro (bandiera)             | C     | Dejan Tomašević      | 1973 | 208 cm | 113 kg |  |
| 19 | Grecia (bandiera)                          | G     | Panagiōtīs Liadelīs  | 1974 | 193 cm | 89 kg  |  |
| -  | Spagna (bandiera)                          | G     | José Luis Maluenda   | 1977 | 191 cm |        |  |

| Allenatore                                                                              |
| - Paco Olmos                                                                            |
| Assistente/i                                                                            |
| - Francisco Guillem - Enrique Roig Legenda - (C) Capitano - (IN) Inattivo - Infortunato |

## Mercato

### Sessione estiva
| Acquisti | Acquisti             | Acquisti                | Acquisti      | Acquisti |
| R.a      | Nome                 | da                      | Modalità      |          |
| -------- | -------------------- | ----------------------- | ------------- | -------- |
| P        | Alejandro Montecchia | Viola R. Calabria       | definitivo    |          |
| PG       | Adrián Boccia        | Los Barrios             | fine prestito |          |
| G        | Pedro Robles         | Gijón                   | definitivo    |          |
| AG       | Federico Kammerichs  | Ourense                 | definitivo    |          |
| AC       | Leo Mainoldi         | Atlético Carcarañá      | definitivo    |          |
| C        | Asier García         | Universidad Complutense | definitivo    |          |
| C        | Fabricio Oberto      | Saski Baskonia          | definitivo    |          |
| C        | Dejan Tomašević      | Saski Baskonia          | definitivo    |          |

| Cessioni | Cessioni        | Cessioni          | Cessioni       | Cessioni |
| R.       | Nome            | a                 | Modalità       |          |
| -------- | --------------- | ----------------- | -------------- | -------- |
| P        | Jordi Millera   | Alicante          | fine contratto |          |
| PG       | Adrián Boccia   | Rosalía de Castro | prestito       |          |
| AP       | Casey Schmidt   | Manresa           | fine contratto |          |
| AG       | Brian Clifford  | Free agent        | fine contratto |          |
| C        | Alfonso Albert  | Breogán           | fine contratto |          |
| C        | Derrick Alston  | Real Madrid       | fine contratto |          |
| C        | Francisco Elson | Siviglia          | fine contratto |          |

### Dopo l'inizio della stagione
| Acquisti | Acquisti            | Acquisti       | Acquisti      | Acquisti   |
| R.       | Nome                | da             | Data          | Modalità   |
| -------- | ------------------- | -------------- | ------------- | ---------- |
| AG       | Fabricio Vay        | Atenas Córdoba | 15 dicembre   | definitivo |
| AG       | Brian Cardinal      | Free agent     | marzo 2003    | definitivo |
| G        | Panagiōtīs Liadelīs | Makedonikos    | 9 aprile 2003 | definitivo |
| C        | Hryhorij Chyžnjak   | B.K. Kiev      | maggio 2003   | definitivo |

| Cessioni | Cessioni           | Cessioni    | Cessioni      | Cessioni       |
| R.       | Nome               | a           | Data          | Modalità       |
| -------- | ------------------ | ----------- | ------------- | -------------- |
| G        | José Luis Maluenda | Fuenlabrada | 9 aprile 2003 | prestito       |
| C        | Hryhorij Chyžnjak  | Free agent  | maggio 2003   | fine contratto |